# Hiatodoris
Hiatodoris is een geslacht van weekdieren uit de klasse van de Gastropoda (slakken).

## Soort
- Hiatodoris fellowsi (Kay & Young, 1969)